# La classe di danza
La classe di danza (La Classe de danse) è un dipinto del pittore francese Edgar Degas, realizzato nel 1871 e conservato al Metropolitan Museum of Art di New York.

## Descrizione
L'opera, seppur realizzata nel 1871 - ben tre anni prima, dunque, della prima mostra impressionista nello studio di Nadar - già riassume in nuce tutti i temi della maturità artistica di Degas. La classe di danza, infatti, è uno dei primi dipinti che il pittore dedica alla serie delle danzatrici, tema dal quale fu segnatamente affascinato. Egli, tuttavia, non fu per nulla attratto dalle luci della ribalta, e - anzi - preferì intrufolarsi dietro le quinte, nel foyer della danza, dove ebbe modo di raffigurare senza mascheramenti di sorta il logorio di quel lavoro apparentemente facile che quei petit rats de l'opéra dal corpo acerbo erano obbligati a svolgere per poter soddisfare la folla una volta alzati i sipari. Non di rado, inoltre, queste «piccole Nanà» erano di bassa estrazione sociale e individuavano nello scintillante palcoscenico dell'Opéra una possibilità di ascesa sociale: si trattava dunque di un tema che non solo era tracimante di modernità, bensì era anche in grado di prosciugare la sete di realismo di Degas.

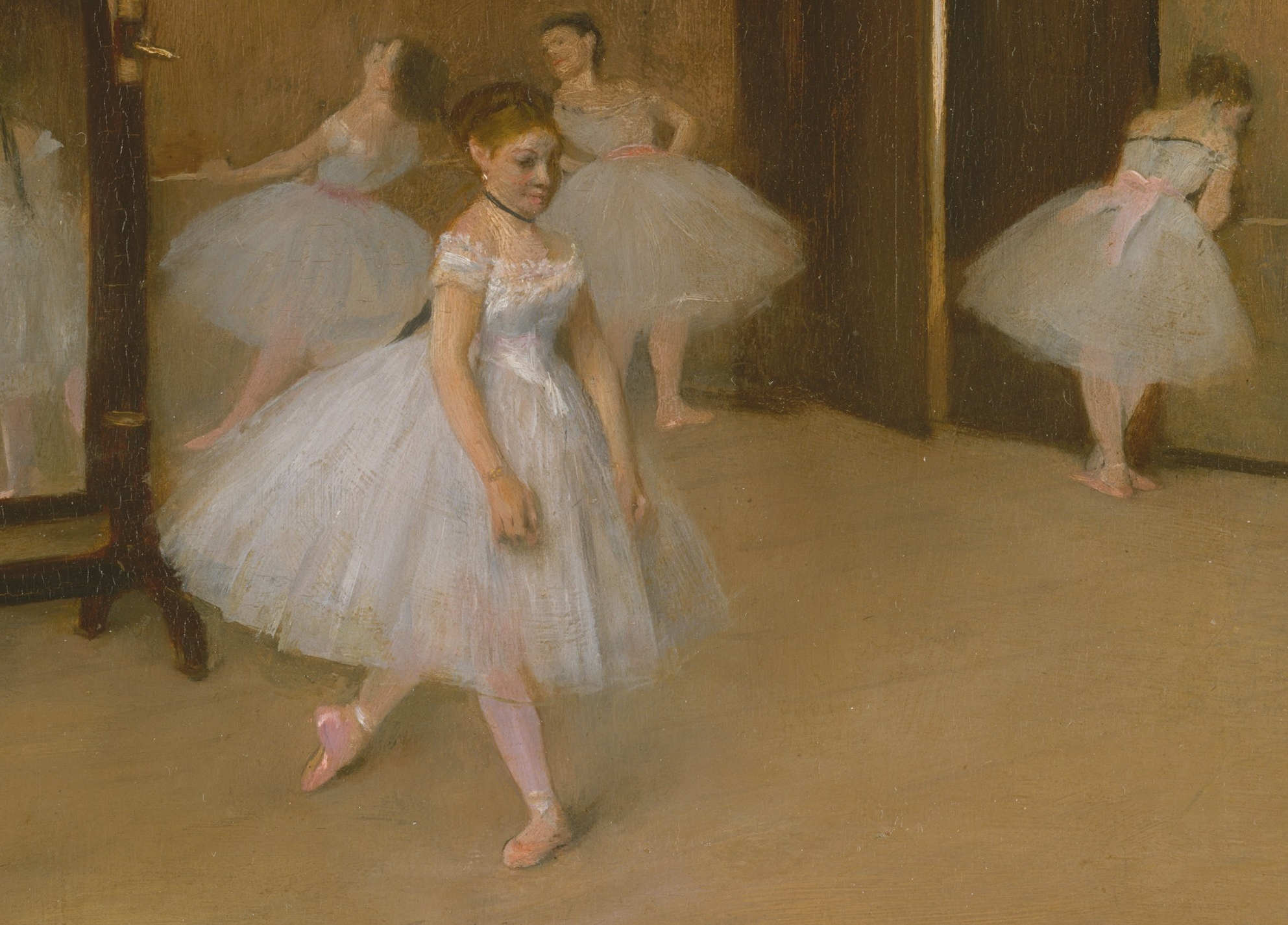
La classe di danza, particolare delle ballerine

Ne La classe di danza, oggi esposta al Metropolitan Museum of Art di New York, Degas registra un momento qualsiasi di una lezione di danza, ed indaga i gesti e gli atteggiamenti di questo gruppo di giovani ballerine con grandissima meticolosità. Di queste, una è colta mentre sta ripassando un passo di danza; altre, invece, osservano le movenze della compagna o, magari, ascoltano diligentemente il maestro, intento a suonare il violino e a valutare con attenzione la performance dell'allieva che si sta esibendo. Una delle ragazze si sta persino riscaldando alla sbarra, attendendo a sua volta il proprio turno di prova e ignorando il chiacchiericcio sommesso di alcune sue compagne più svogliate. Il pennello di Degas non si lascia sfuggire neanche la bambina all'estrema destra, colta con la testa rivolta verso il muro, in un momento di grande prostrazione: è probabilmente logorata dalla stanchezza, o magari affranta dal cattivo esito di un esercizio che ha provato e riprovato infinite volte.
Sono moltissimi i dettagli che contribuiscono a dare all'insieme un senso di pacato realismo. In basso a sinistra si scorge un innaffiatoio, strumento che ripropone scherzosamente le movenze del violinista: ancora più pregnante, tuttavia, è la tuba nera del maestro adattata a contenitore di fortuna per gli spartiti, affiancata ovviamente dalla custodia del violino. È significativo notare che in quest'opera Degas non mette in posa le sue giovani muse, bensì si limita a osservarle in silenzio e le ritrae in tutta la loro naturalezza, «come guardandole dal buco della serratura». Il taglio che Degas impone al dipinto è effettivamente di tipo fotografico, a tal punto che il braccio di una delle ballerine è effettivamente tagliato fuori dall'inquadratura. Lo spazio pittorico, imprigionato nel taglio «a forbice» della stanza, è particolarmente ampio e si espande in particolar modo a sinistra, dove Degas elabora un doppio sistema illuministico con specchi, vetri riflettenti e pertugi luminosi. In questo modo la realtà spaziale del dipinto si dilata e si «viene a creare una lunga fuga di candide ballerine, vere e illusorie nello stesso tempo» (Alessandra Borgogelli), in un continuo rimbalzo tra sfondo e superficie: si tratta, probabilmente, di una citazione di Las Meninas, capolavoro di Diego Velázquez dove un analogo gioco di riflessi costruisce la spazialità completa del quadro. Anche la tessitura luministica dell'opera viene ricostruita da Degas con grande minuzia e affetto: l'atmosfera ferma e quieta della sala, infatti, è impregnata di una luce dorata che, spiovendo da una finestra presente nella stanza, carica la composizione di una patina quasi monocorde e ingentilisce le movenze delle ballerine.